# Euploea inconspicua
Euploea inconspicua är en fjärilsart som beskrevs av Moore 1883. Euploea inconspicua ingår i släktet Euploea och familjen praktfjärilar. Inga underarter finns listade i Catalogue of Life.